# Браун, Кларенс (музыкант)
Кларенс «Гейтмут» Браун (англ. Clarence «Gatemouth» Brown; 18 апреля 1924, Винтон, Луизиана, США — 10 сентября 2005, Ориндж, Техас, США) — американский блюзовый мультиинструменталист, вокалист и автор песен. Лауреат Грэмми (1983) и шестикратный номинант на Грэмми (1984, 1986, 1990, 1992, 1995, 1996). Лауреат Blues Music Awards в номинациях «Блюзовый инструменталист» (1982), «Артист года» (1983), «Перевыпущенный альбом» (1984); восьмикратный лауреат Blues Music Awards в номинации «Блюзовый инструменталист — иной» (1992, 1996, 1997, 2000—2003, 2006), в которой награду получают инструменталисты, играющие на ином инструменте, кроме тех, за которые предусмотрены свои награды; Кларенс Браун получал их как блюзовый скрипач. Номинант Blues Music Awards в номинациях «Песня года» (1982, дважды с разными песнями), «Перевыпущенный альбом» (1984 — при этом другой его альбом стал лауреатом, 2000), «Альбом современного блюза» (1982), «Исполнитель современного блюза» (1984), «Блюзовый инструменталист — иной» (1987, 1989, 1998, 2005), «Блюзовый гитарист» (1987) «Блюзовый инструменталист» (1983, 1984). Член Зала славы блюза как исполнитель (1999); член Зала славы блюза с альбомами или синглами, внесёнными в Зал славы как классические блюзовые записи (2024). В своём творчестве Кларенс Браун «свободно смешивал блюз с блюграссом, кантри, свингом, фанком и зайдеко».

## Биография

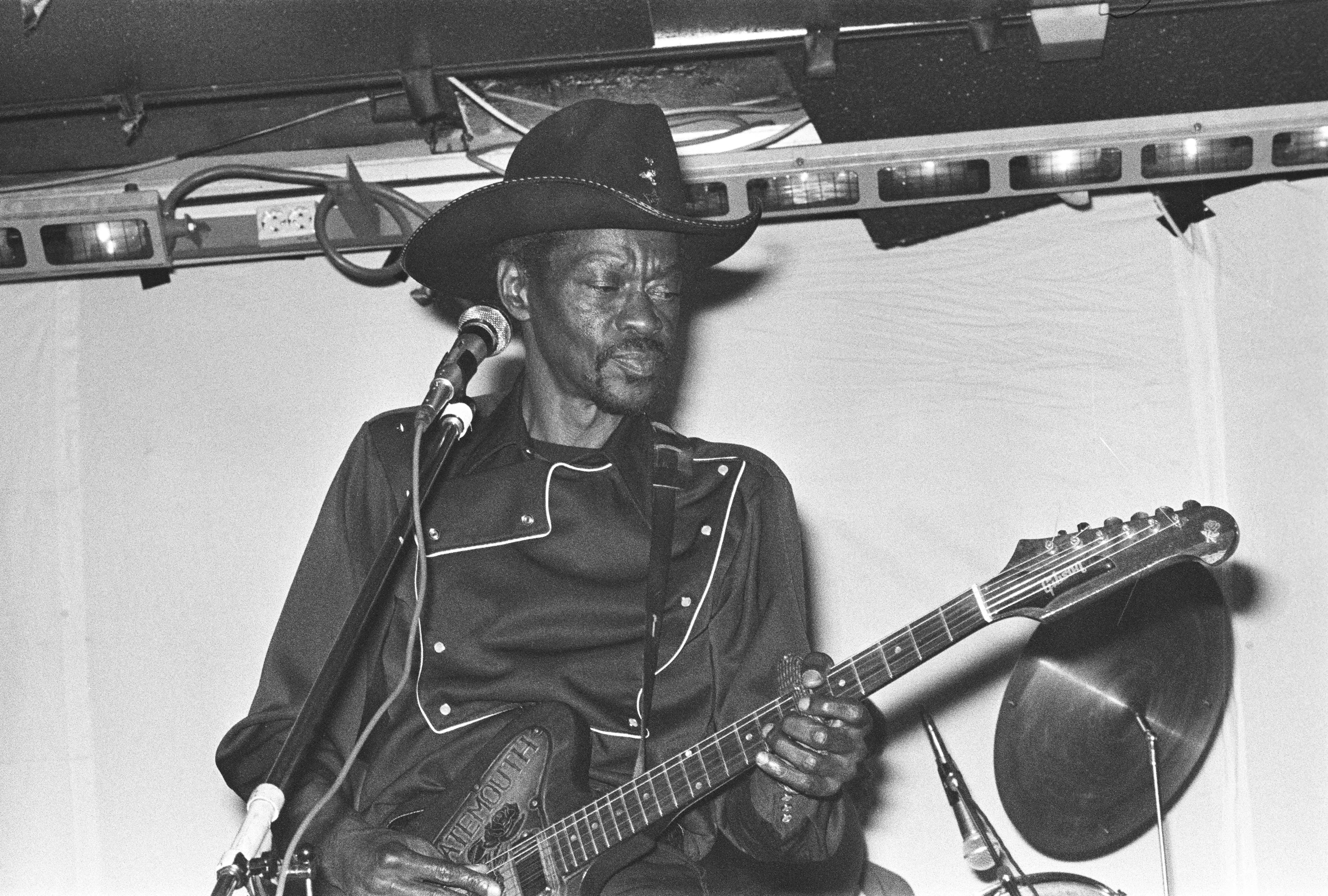
В Норвегии в 1981 году

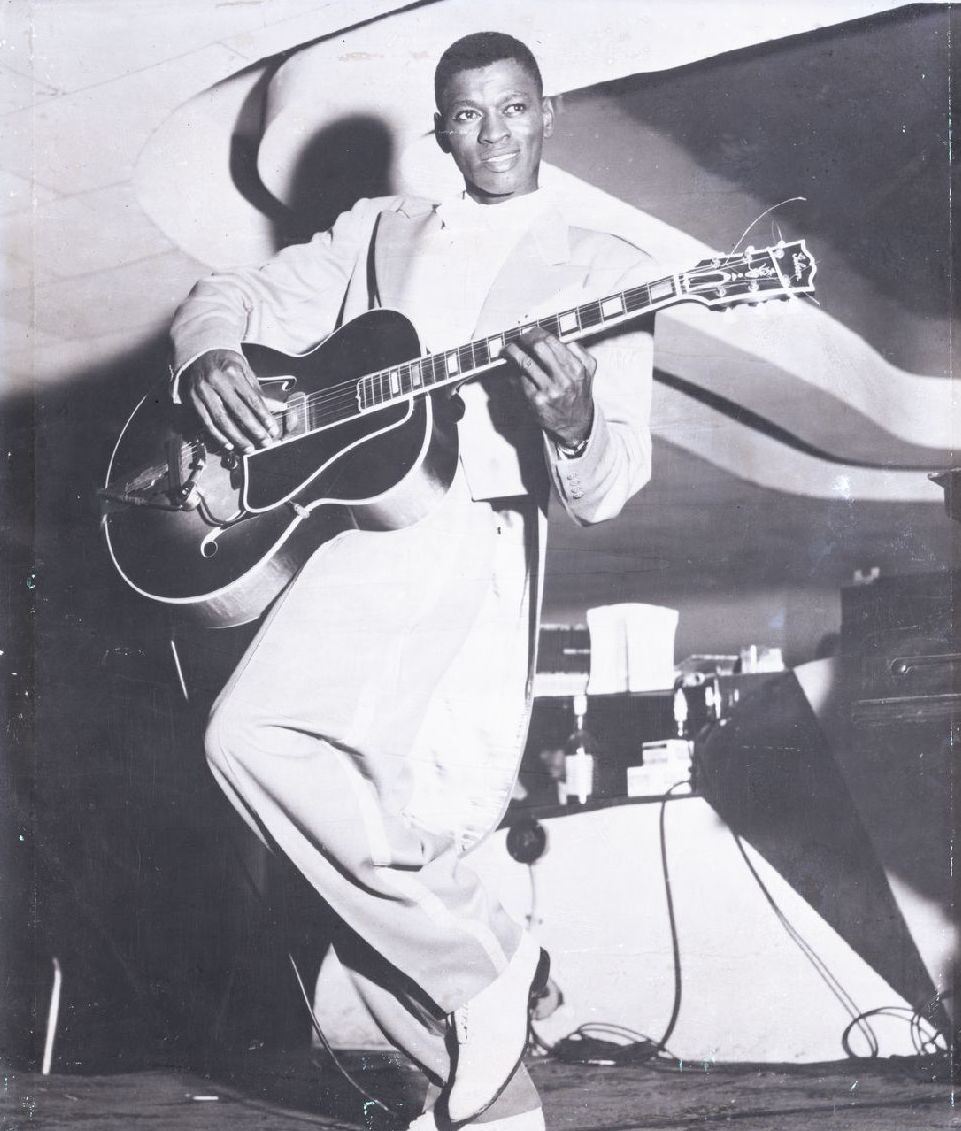
В 1940-е годы

Кларенс Браун родился в Луизиане, но вырос в городе Ориндж, Техас. Его отец был инженером на железной дороге, а также местным музыкантом, сильным мультиинструменталистом. Он с ранних лет учил Кларенса игре на разных музыкальных инструментах, так мальчик играл на гитаре уже в 5 лет, к десяти годам овладел скрипкой. Отец научил сына играть техасскую скрипичную музыку, традиционные французские мелодии и даже польки. В десятилетнем возрасте Кларенс уже давал собственные выступления. Будучи подростком, играл в свинг-группе The Gay Swingsters на ударных. Позднее он выступал в передвижном ревю William Benbow’s Brown Skin Models. Своё прозвище «Гейтмут» (англ. Gatemouth, рот-ворота) получил от учителя в старшей школе, который сказал про Кларенса Брауна что у него «голос как ворота». Вместе с тем, «gate» — сленговое слово 1920-х годов, обозначающее парня, а «gatemouth», с подачи Луи Армстронга стало обозначать любого джазмена или поклонника джаза, хипстера (также «gate», «gator», «alligator»).
Во время Второй мировой войны служил в армии, в инженерном корпусе. Профессиональную карьеру начал в 1945 году в Сан-Антонио, играя в группе в оркестре клуба Keyhole на ударных. В 1947 году Кларенс Браун автостопом добрался до Хьюстона. Его карьера пошла в гору после того, как в 1947 году Ти Боун Уокер внезапно на концерте в клубе Bronze Peacock в Хьюстоне получил приступ язвы и не смог продолжить выступление. Кларенс Браун выскочил на сцену, подняв гитару Уокера и сыграл свою песню «Gatemouth Boogie» (легенда гласит, что он её придумал прямо там на сцене). Ти-Боун Уокер был не в восторге, чего нельзя было сказать о публике, которая набросала за 15 минут 600 долларов чаевых. Клубом владел Дон Роби, продюсер и автор песен, который стал менеджером Кларенса Брауна. Он организовал для Брауна оркестр из 23 музыкантов, который с успехом гастролировал по Югу и Юго-Западу США. Первые записи, сделанные Брауном для Alladin Records в 1947 году не оправдали надежд Дона Роби и он в 1949 году основал компанию Peacock Records, чтобы записывать Брауна и его виртуозную гитару. Песни «Mary Is Fine» и «My Time Is Expensive» стали хитами в 1949 году. Другие песни Кларенса Брауна, записанные в 1950-х такого успеха не имели, хотя были новаторскими. Кларенс Браун записывался на Peacock Records до 1959 года. Важной песней в его карьере стала очень близкая к рок-н-роллу инструментальная композиция «Okie Dokie Stomp», которую Кларенс Браун записал с оркестром, и поверх мощной оркестровой аранжировки непрерывно звучала гитара Брауна. Можно сказать что эта песня определила весь дальнейший стиль музыканта: его альбом, с которым он в 1982 году выиграл Грэмми также записан с биг-бэндом.
В 1960-е Кларенс Браун переехал в Нэшвилл, Теннесси, где записал несколько кантри-песен, выступал на концертах и телевидении. Затем он даже работал помощником шерифа в Нью-Мексико. Кларенс Браун утверждал, что его карьера закатилась потому, что в конце 1950-х он поссорился с Доном Руби и влиятельность последнего повлекла попадание Брауна в «чёрный список».
В 1970-е годы популярность блюза резко возросла, особенно в Европе. С 1971 года Кларенс Браун гастролировал в Европе 12 раз. Он также стал официальным послом американской музыки и принял участие в нескольких турах, спонсируемых Государственным департаментом США, включая обширный тур по Восточной Африке. В 1973 году Кларенс Браун выступил на джазовом фестивале в Монтрё, где он играл на гитаре и губной гармонике с группой Canned Heat. В 1974 году записался в качестве сайдмена с новоорлеанским пианистом Профессором Лонгхэйром на его альбоме Rock 'N' Roll Gumbo.
В конце 1970-х Кларенс Браун переехал в Новый Орлеан. В 1979 году, через своего менеджера Джима Хэлси, Кларенс Браун подписал контракт на шестинедельные гастроли по Советскому Союзу, в ходе которых он дал 44 концерта.
Альбомы Кларенса Брауна 1980-х годов оживили его карьеру и в США. В 1982 году он, со своим альбомом Alright Again! получил Грэмми. Музыкант много гастролировал по всему миру, включая Австралию, Новую Зеландию, Южную Америку, Африку и Восточную Европу, давая по 250—300 концертов в год. Такой график он поддерживал вплоть до 2004 года. В 1997 году он получил премию Pioneer Award от Rhythm and Blues Foundation Последний альбом Кларенса Брауна Timeless, в котором смешались блюз и кантри, а также свинг Дюка Эллингтона и Бенни Гудмена вышел в 2004 году.
В сентябре 2004 года ему диагностировали рак лёгкого. К тому времени у него уже была эмфизема и проблемы с сердцем, и он отказался от лечения рака (но не отказался от курения трубки, которая была непременным атрибутом на его концертах и самих концертов, хотя ему приходилось уже иметь на сцене кислород). Последнее крупное выступление музыканта состоялось в ходе традиционного фестиваля New Orleans Jazz and Heritage Festival в апреле 2005 года. Тогда он жил в Слайделле, Луизиана. 28 августа 2005 года он уехал в город своего детства Ориндж к брату, а его дом в Слайделле на следующий день был разрушен ураганом «Катрина», были утрачены все гитары и памятные вещи музыканта, что стало для него ударом. 4 сентября 2005 года он перенёс сердечный приступ и 10 сентября 2005 года Кларенс Браун скончался в квартире своей внучатой племянницы. Был похоронен а Голливудском кладбище в Ориндже.
Браун был трижды женат и трижды разведён. У него осталось четверо детей: три дочери и сын.
Наибольшее влияние на стиль Брауна оказали Луи Джордан, Ти-Боун Уокер и Каунт Бэйси. В свою очередь его весьма оригинальный стиль игры на электрогитаре оказал влияние на многих блюзовых и рок-гитаристов, включая Гитар Слима, Альберта Коллинза, Джонни Уотсона, Джими Хендрикса, Бадди Гая и Стиви Рэя Вона. Фрэнк Заппа в своей автобиографичной книге назвал Брауна вместо с Гитар Слимом и Джонни Уотсона гитаристами, которые оказали большое влияние на его игру на гитаре.
Кларенс Браун себя не считал блюзменом и раздражался, когда его так называют. Свою музыку он называл «Американская музыка в техасском стиле». Он говорил «Люди называют меня блюзменом, потому что я чёрный и потому что я играю на гитаре». Однако везде и всюду его чествовали исключительно как блюзмена
«Кларенс Гейтмут Браун, выдающийся гитарист и певец, провёл свою карьеру, борясь с блюзовым пуризмом, объединяя старые стили блюза с кантри, джазом, каджунской музыкой…он отказывался называть свою музыку блюзом и презирал музыкантов, которые позволяли себе быть слишком легко понятыми, ограничиваясь выступлением с одним инструментом. Он презирал кондовый дельта-блюз, называя его негативным. Говоря о своих ранних блюзовых записях Кларенс Браун сказал, что: „Мне приходилось так звучать, потому что я только начинал“. Поскольку я был новичком, я подчинился. Но через некоторое время я подумал: „Почему я должен быть одним из этих старых плачущих и стонущих гитаристов, которые вечно плохо говорят о женщинах? Поэтому я просто остановился. Вот тогда в моей группе появились духовые и фортепиано, и я начал играть аранжировки, больше похожие на Каунта Бейси и Дюка Эллингтона, а не на старые хардкорные вещи из дельты Миссисипи“».
«Плавное сочетание Гейтмутом техасского стиля свинга с джазом, кантри и музыкой каджун изменило определение блюза».
Обозреватель журнала Rockzillaworld Данте Доминик написал: «Если нам нужен человек, который живет и дышит всей американской музыкой и может представить ее во всем ее многообразном великолепии, то этим человеком является Кларенс Гейтмут Браун».
R&B-чарты не отражали значимости Брауна (он добился успеха по всей стране только один раз с двусторонним хитом 1949 года «Mary Is Fine»/«My Time Is Expensive»). Но его инструментальные композиции («Boogie Uproar», «Gate Walks to Board», «Okie Dokie Stomp» 1954 года), «She Walked Right In», «Rock My Blues Away» и «Dirty Work at the Crossroads» являются важной частью наследия блюза Техаса послевоенного периода.
Блюзмен Лонни Брукс сказал про Кларенса Брауна: «Этот Гейт может сделать с гитарой больше, чем обезьяна с арахисом!»

## Дискография (без сборников и бутлегов)
- 1972 The Blues Ain't Nothing (Black & Blue Records 33.033; перевыпуск на CD: Black & Blue BB-428.2)
- 1973 Sings Louis Jordan (Black & Blue 33.053)
- 1973 Cold Strange (также Cold Storage) (Black & Blue 33.096; перевыпуск на CD: Black & Blue 59096.2)
- 1973 Gate's On The Heat также (The Drifter Rides Again) (Blue Star/Barclay 80 603; перевыпуск на CD: Sunnyside SSC-3052)
- 1974 Rock 'n' Roll Gumbo (с Профессором Лонгхэйром) (Blue Star/Barclay 80 606; перевыпуск на CD: Sunnyside SSC-3049)
- 1974 Down South...In The Bayou Country (Barclay 90 002; перевыпуск на CD: Sunnyside SSC-3046)
- 1975 The Bogalusa Boogie Man (Barclay 90 035; перевыпуск на CD: Sunnyside SSC-3060)
- 1977 Heatwave (с Ллойдом Гленном) (Black & Blue 33.129; перевыпуск на CD: Black & Blue BB-465.2)
- 1977 Blackjack (Music Is Medicine MIM-9002; перевыпуск на CD: Sugar Hill SHCD-3891)
- 1978 Double Live At The Cowboy Bar (Music Is Medicine MIM-9013) 2-LP
- 1979 Makin' Music (с Роем Кларком) (MCA 3161; перевыпуск на CD: MCA Special Products MCAD-22125)
- 1981 Alright Again! (Rounder Records 2028)
- 1983 One More Mile (Rounder 2034)
- 1986 Real Life (Rounder 2054)
- 1989 Standing My Ground (Alligator Records AL-4779)
- 1992 No Looking Back (Alligator AL-4804)
- 1994 The Man (Verve/Gitanes 523761)
- 1995 Long Way Home (Verve/Gitanes 529465)
- 1997 Gate Swings (Verve/Gitanes 537617)
- 1999 American Music, Texas Style (Verve/Blue Thumb Records 547536)
- 2001 Back To Bogalusa (Verve/Blue Thumb 549785)
- 2004 Timeless (Hightone Records HCD-8174)